# Santa Ana de Cedros
Santa Ana de Cedros är en ort i Mexiko.   Den ligger i kommunen Ixtlahuacán de los Membrillos och delstaten Jalisco, i den centrala delen av landet, 400 km väster om huvudstaden Mexico City. Santa Ana de Cedros ligger 1 530 meter över havet och antalet invånare är 195.
Terrängen runt Santa Ana de Cedros är kuperad åt sydost, men åt nordväst är den platt. Runt Santa Ana de Cedros är det tätbefolkat, med 636 invånare per kvadratkilometer. Närmaste större samhälle är Chapala, 12,5 km söder om Santa Ana de Cedros. I omgivningarna runt Santa Ana de Cedros växer huvudsakligen savannskog.